# Kraljevina Essex
Kraljevina Essex (engl. Kingdom of Essex) ili Kraljevstvo Istočnih Saksonaca (staroengleski Ēast Seaxna rīce) jedno je od sedam anglosaksonskih država koji su u ranom srednjem vijeku činili tzv. Heptarhiju. Osnovano je u 6. stoljeću i prostiralo se na teritorijama kasnijih engleskih grofovija Essex (koja je po njemu dobila ime), Hertfordshire, Middlesex i (nakratko) Kent. Kraljevi Essexa su često bili u vazalnom odnosu prema stranim vladarima. Posljednji kralj Essexa se zvao Sigered, i on je godine 825. svoje kraljevstvo prepustio Egbertu, kralju Wessexa.